# متحف رشيد القومي

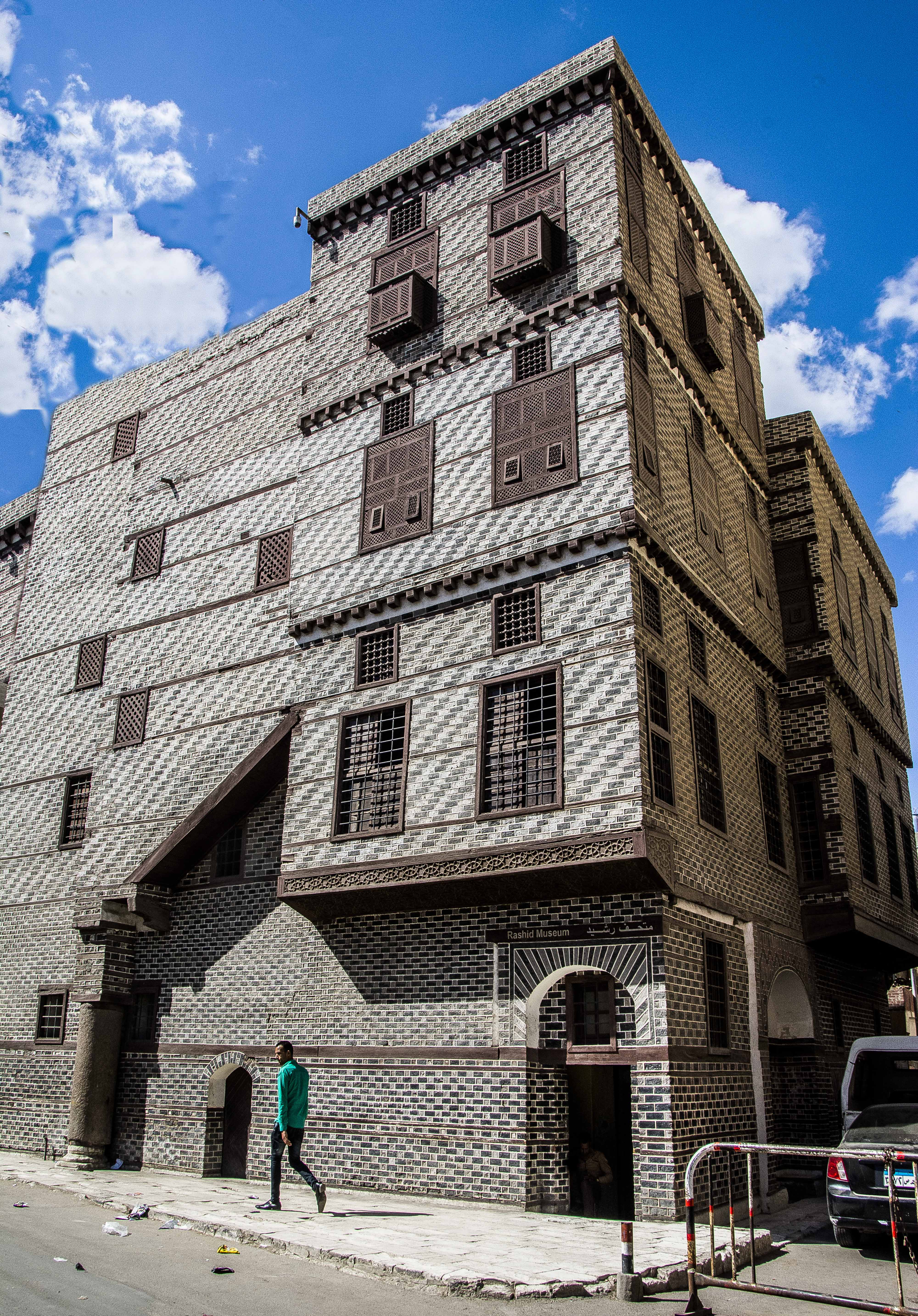
مبنى المتحف

يقع متحف رشيد على الضفة الغربية عند مصب نهر النيل في البحر المتوسط، وعلى بعد 65 كم شمال شرق الإسكندرية، ويقع بمحافظة البحيرة، برشيد صاحبة التاريخ الوطنى المجيد المتحف المفتوح للعمارة الإسلامية. وتضم رشيد مجموعة متميزة من المنازل والمساجد التي ترجع للعصر العثمانى إبان القرنين 18، و19، وبهاقلعة قايتباى الشهيرة التي عثر فيها على حجر رشيد، والتي تعتبر ثانى أكبر مدينة بها تجمع للآثار الإسلامية بعد القاهرة.

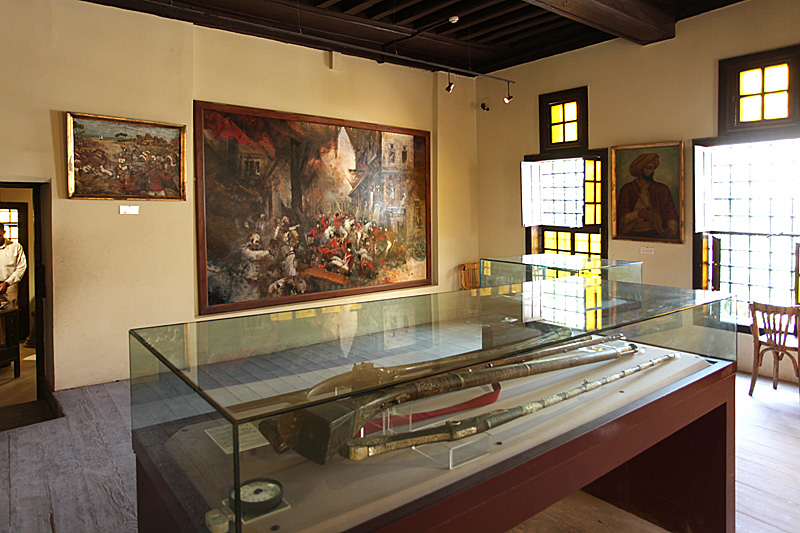
مقتنيات المتحف

تعرض مقتنيات المتحف في واحد من أشهر وأكبر منازل رشيد وهو منزل عرب كلى، الذي كان محافظا للمدينة، وقد شُيد في القرن الـ18 م، ويتكون المنزل من أربعة طوابق تبرز خصائص العمارة والفنون الإسلامية في هذه الفترة.

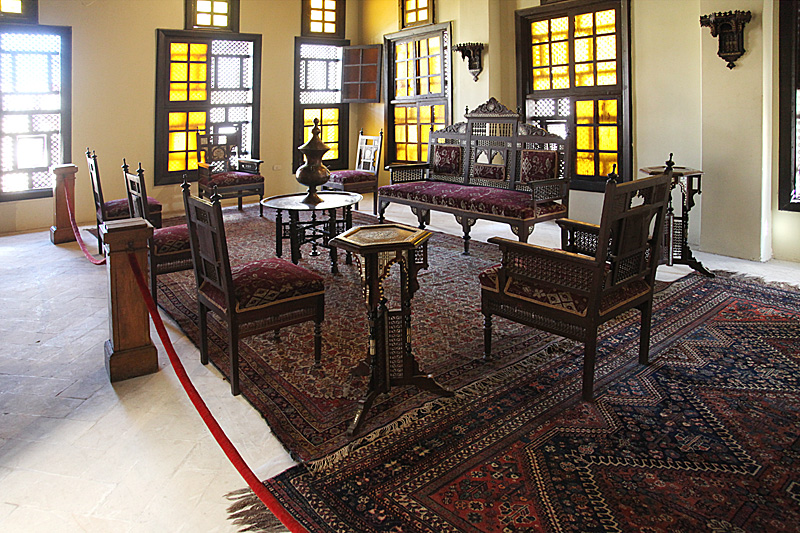
داخل المتحف

ويضم المتحف مقتنيات ونماذج تبرز كفاح شعب رشيد والمعارك التي خاضها ضد المُستعمر الفرنسى والإنجليزى، ويتضمن وصورا للمعارك وللحياة الأسرية والصناعات الحرفية والشعبية ومخطوطات وأدوات للحياة اليومية، بالإضافة إلى نسخة من حجر رشيد الذي كشف عنه في رشيد عام 1799 ومجموعة من الأسلحة من القرنين 18، و19. كما يُعرضض بالمتحف بعض الآثار الإسلامية التي كُشف عنها مؤخرا في رشيد كعملات إسلامية وأوان فخارية.